# پی جی براون
پی جی براون (انگلیسی: P. J. Brown؛ زادهٔ ۱۴ اکتبر ۱۹۶۹) بازیکن بسکتبال اهل ایالات متحده آمریکا است.

## فعالیت هنری
از فیلم‌ها یا برنامه‌های تلویزیونی که وی در آن نقش داشته‌است می‌توان به کاپ لند، عاشقانه و سیگار اشاره کرد.

## جوایز
وی همچنین برندهٔ جوایزی همچون جایزه ورزشکاری ان‌بی‌ای شده‌است.

## فعالیت ورزشی

### باشگاهی
از باشگاه‌هایی که در آن بازی کرده‌است می‌توان به نیو اورلینز پلیکانز، پانیونیس، شیکاگو بولز، میامی هیت، بوستون سلتیکس، و شارلوت هورنتس اشاره کرد.